# Franco Alfano
Franco Alfano (8. března 1875, Posillipo – 27. října 1954 Sanremo) byl italský hudební skladatel, klavírista a pedagog.

## Život
Alfano se narodil v obci Posillipo u Neapole. Na klavír se učil u Alessandra Longa soukromě. Harmonii u Camilla de Nardis (1857–1951) a skladbu u Paola Serraa pak na konzervatoři San Pietro a Majella v Neapoli. Po absolvování konzervatoře pokračoval ve studiu kompozice ještě u Hanse Sitta a Salomona Jadassohna v Lipsku. Během studia se setkal s Edvardem Griegem a pod jeho vlivem zkomponoval řadu klavírní a orchestrálních skladeb.
V roce 1918 byl jmenován ředitelem konzervatoře v Bologni. V letech 1923–1947 byl ředitelem konzervatoře v Turíně a konečně v letech 1947–1950 řídil Rossiniho konzervatoř v Pesaru (Conservatorio Statale di Musica "Gioachino Rossini"). Zemřel 27. října 1954 v San Remu.

## Opery
Jeho první opera Miranda, ke které si sám napsal libreto podle románu Antonia Fogazzara, vznikla roku 1896, ale nebyla nikdy publikovaná. Další opera La Fonte Di Enschir (libreto Luigi Illica) byla sice nakladatelem Ricordim odmítnuta, ale se slušným úspěchem byla uvedena 8. listopadu 1898 ve Vratislavi pod názvem Die Quelle von Enschir.
První ze tří jeho nejdůležitějších oper byla v roce 1904 opera Risurrezione (Vzkříšení). Libreto podle románu Lva Nikolajeviče Tolstého napsali Cesare Hanau a Camillo Antona Traversi. Premiéra se konala v Teatro Vittorio Emanuele v Turíně, 30. listopadu 1904. Na nahrávce italského rozhlasu z roku 1971 zpívá hlavní roli Magda Olivero.
Další operou byl Cyrano z Bergeracu podle stejnojmenné hry Edmonda Rostanda. Skladatel operu komponoval na francouzské libreto, které napsal Henri Cain. Nicméně italská verze měla premiéru v Římě v lednu 1936, francouzské uvedení v Paříži bylo o čtyři měsíce později. V poslední době byla tato opera znovu uvedena na světových scénách, mimo jiné i v Metropolitní opeře v New Yorku, kde hlavní roli zpíval Plácido Domingo.
V roce 1921 uvedl na scénu operu La Leggenda di Sakùntala podle divadelní hry staroindického básníka Kálidása Abhidžňánašákuntala (Poznávací znamení Šakuntalino). Mělo se za to, že notový materiál byl zničen při bombardování během 2. světové války, tak skladatel vytvořil novou verzi pod prostým názvem Sakùntala, která měla premiéru 9. ledna 1952 v Teatro dell'Opera v Římě. V roce 2005 však byla partitura původní verze opery nalezena v archivu nakladatelství Ricordi, takže jsou dnes k dispozici obě znění.
Po úspěchu opery doporučil dirigent Arturo Toscanini Alfanimu, aby se pokusil dokončit poslední operu Giacoma Pucciniho, Turandot. Podle dochovaných náčtrků dokončil Alfano poslední dvě scény. V roce 2001 se opera dočkala nového zakončení od skladatele Luciana Beria, který měl k dispozici další objevené notové materiály. V poslední době (2008) se objevilo další dokončení opery z pera čínského skladatele Hao Weiya. Nicméně se opera často uvádí pouze ve znění, které zkomponoval Puccini.

## Dílo

### Opery
- Miranda, (1896, neprovedeno)
- La fonte di Enschir (libreto Luigi Illica, Vratislav, Stadttheater, 8. listopadu 1898)
- Resurrezione (libreto Cesare Hanau a Camillo Antona Traversi podle Tolstého, Turín, Teatro Vittorio Emanuele, 30. listopadu 1904)
- Il principe Zilah (libreto Luigi Illica, Janov, Teatro Carlo Felice, 3. února 1909)
- I cavalieri e la bella (libreto Giuseppe Adami a Tomaso Monicelli, 1910, nedokončeno)
- L'ombra di Don Giovanni (libreto Ettore Moschino, Milán, La Scala, 2. dubna 1914)
  - Revidovaná verze: Don Juan de Manara, Florencie, Teatro Comunale, 12. června 1941)
- La leggenda di Sakuntala (libreto podle Kálidása), Bologna, Teatro Comunale, 10. prosince 1921)
  - Nová verze: Sakùntala, Řím, Teatro dell'Opera, 9. ledna 1952)
- Madonna Imperia (libreto Arturo Rossato (podle Balzaca: La Belle Imperia, Turín, Teatro di Torino, 15. května 1927)
- L'ultimo Lord (libreto Ugo Falena a Arturo Rossato (podle F. L. Burnettové: Malý lord Fauntleroy, Neapol, Teatro San Carlo, 19. dubna 1930)
- Cyrano de Bergerac (francouzské libretto Henri Caïn podle Edmonda Rostanda, Řím, Teatro dell'Opera, 22. ledna 1936)
- Il dottor Antonio (libreto Mario Ghisalberti (podle Giovanni Ruffini“ Dottor Antonio, Řím, Teatro dell'Opera, 30. dubna 1949)
- Vesuvius (rozhlasová opera, libreto Vittorio Viviani, vysílala stanice RAI 13. listopadu 1950)

### Orchestrální skladby
- Suite romantica, 1909
- Symfonie č.1, 1910
- Danza e finale di Sakùntala, 1923
- Himno al libertador Simón Bolívar, pro sbor a orchestr, 1930
- Hic est illa Neapolis, tre pezzi orchestrali, 1932
- Symfonie č. 2, 1933
- Sinfonia breve, 1934
- Divertimento per orchestra da camera e pianoforte obbligato, 1936
- Vesuvius, symfonická báseň, 1946
- Danza per orchestra, 1948

### Balety
- Napoli, Paříž, Folies Bergère, 1900
- Lorenza, Parigi, Folies Bergère, 1901
- Eliana, Řím, 1923
- Vesuvio, Sanremo, 1933

### Klavírní skladby
- Quatre morceaux per pianoforte, 1898
- Quatre danses napolitaines per pianoforte, 1899
- Quatre pièces per pianoforte, 1899
- Quatre danses roumaines per pianoforte, 1899
- Deux pièces per pianoforte, 1900
- Cinq danses de Cléo de Mérode per pianoforte, tratte dal balletto Lorenza, 1902
- Nostalgia per pianoforte, 1918

### Komorní skladby
- Smyčcový kvartet č. 1, 1918
- Sonáta pro housle a klavír, 1923; rev. 1933
- Sonáta pro violoncello a klavír, 1925
- Smyčcový kvartet č. 2, 1926
- Koncert pro smyčcové trio, 1929
- Pax, pro varhany a klavír, 1929
- Klavírní kvintet, 1936
- Giorno per giorno pro violoncello a klavír, 1941;
- Smyčcový kvartet č. 3, 1943
- Nenia pro akordeon, 1951

### Zpěv
- Cinq mélodies, 1896
- Deux mélodies, 1900
- Felicità, na slova Francesco Pastonchi, 1914
- Tre poemi podle Rabíndranátha Thákura, 1918
- Sei liriche, na slova různých autorů, 1919-1922
- Tre liriche di Tagore, 1928
- Vocalise-étude, 1928
- Messaggio, slova Sapho, 1932
- Tre vocalizzi, 1933
- Gelosia, Segreto e Corsa, slova Thákur, 1935
- Antica ninnananna partenopea, 1935
- Nuove liriche tagoriane, 1936
- È giunto il nostro ultimo autunno, slova Miranda Bona, 1943
- Cinque nuove liriche tagoriane, 1948
- Tre nuovi poemi, slova Cesare Meano a Luigi Orsini, 1939